# Bedhead
Bedhead è un cortometraggio del 1991, diretto da Robert Rodriguez.

## Trama
Il film racconta la storia di una ragazza, Rebecca, continuamente oggetto degli scherzi crudeli dal fratello David. David è una persona che sta in giro tutto il giorno con i capelli come appena svegliato. Un giorno, mentre stanno litigando, la ragazza cade per terra e sbatte la testa. Quando si sveglia, la ragazza scopre di possedere dei poteri telecinetici latenti (l'abilità di spostare gli oggetti con il pensiero); inizia a riflettere su quante cose potrebbe fare con questi poteri, ma decide che prima di ogni cosa dovrà vedersela con suo fratello. Dopo una serie di scherzi attuati per vendetta finisce per perdere il controllo. Successivamente si sveglia in ospedale e in fuori campo dice che mai più abuserà dei suoi poteri ma anche che suo fratello non la torturerà più.

## Origini
Bedhead fu il primo cortometraggio che Rodriguez girò su pellicola mentre era uno studente al college. Utilizzò come attori i suoi fratelli e le sorelle e la sua famiglia e gli amici come troupe. Girò in bianco e nero. Dopo aver girato il film, lo trasferì su VHS. Dato che non aveva l'attrezzatura per sincronizzare il doppiaggio con le immagini, l'unico tipo di dialogo presente è quello del narratore.

## Riconoscimenti e critiche
Il cortometraggio entrò a far parte di vari festival, e vinse parecchi premi. La maggior parte dei soldi incassati andarono a finanziare El Mariachi, del '92. Quando la Columbia Pictures distribuì El Mariachi in VHS e DVD, incluse come contenuto speciale "Bedhead".